# Рига-Пассажирская
Ри́га-Пассажирская (латыш. Rīgas Pasažieru stacija) — железнодорожная станция, расположенная в столице Латвии — городе Риге. Главная железнодорожная станция Риги.

## История
Строительство вокзала началось в 1858 году после того, как был утверждён проект первой железной дороги Рига — Динабург. 8 мая 1858 года был заложен первый камень в здание будущего Динабургского вокзала. После молебна и водосвятия это сделал генерал-губернатор Риги (1848—1861), князь Александр Суворов. Железнодорожная линия была официально открыта 25 сентября 1861 года.
Поезда отправлялись на Динабург (217 км) и далее на Санкт-Петербург и Варшаву. Сам вокзал представлял собой небольшое двухэтажное здание, куда перпендикулярно фасаду подходили линии путей. Поначалу там было всего два крытых перрона и четыре пути.
В 1885 году небольшое двухэтажное здание было перестроено и расширено. К зданию вокзала были пристроены два трёхэтажных крыла. В 1889 году на привокзальной площади завершено строительство православной часовни Александра Невского. Часовня воздвигнута в честь чудесного спасения семьи императора Александра III в железнодорожной катастрофе императорского поезда возле станции Борки, когда 17 октября 1888 года императорская семья возвращалась из Крыма в Санкт-Петербург. Часовня простояла до 20 июля 1925 года, когда решением Рижской городской управы её снесли, «как воспоминание о временах царизма и по желанию общественности».
Следующее расширение было в 1892 году, в связи с началом движения по недавно построенной железнодорожной линии Рига — Псков.
В 1913 году с этого вокзала, именуемого Двинским, можно было уехать в Санкт-Петербург, Москву, Царицын, Севастополь, Ростов-На-Дону, Ревель, Одессу и другие города Российской империи. С соседнего вокзала Рига-2 (располагался на месте нынешнего автовокзала) ходили поезда в города Курляндии (Митаву, Либаву, Виндаву) и современной Литвы, до приграничной с Германией станции Вержболово.
В 1902 году в Риге был разработан план реконструкции железной дороги, с одной центральной станцией для всех поездов, приходящих в Ригу. Этот план был частично реализован к 1914 году. Железная дорога теперь проходила над центральными улицами Риги, был построен новый железнодорожный мост через Даугаву. Однако преобразование Рижского железнодорожного узла завершить тогда не удалось, так как началась Первая мировая война.
После завоевания Латвией независимости были открыты международные маршруты. 15 февраля 1921 года открыт маршрут из Риги в Каунас, 26 февраля маршрут на Кёнигсберг был продлён до Берлина. Позже через рижский вокзал был восстановлен маршрут Таллин — Рига — Каунас — Варшава — Берлин.
В 1937 году был принят проект нового железнодорожного вокзала, который не удалось реализовать из-за того, что летом 1940 года Латвия была включена в состав Советского Союза, а также из-за начавшейся войны.
В 1954 году реконструкция вокзала вновь продолжилась, были разработаны несколько проектов. Авторами нового проекта центральной станции стали архитекторы В. И. Кузнецов и В. А. Ципулин. В период с 1959 по 1967 год вокзал был перестроен. В 1960 году открылись пассажирские, служебные и технические помещения, в 1965 году было построено почтовое здание и зал с междугородними кассами. В 1964 году у входа в центральный вокзал заработали главные городские башенные часы, которые также служили для вокзала водонапорной башней. Механизм часов приводился в движение электричеством, а в тёмное время суток их циферблат подсвечивался неоном.
Здание старого вокзала, построенное ещё в 1861 году и расширенное в 1889 году, снесли в 1965 году, а в начале июня 1967 года уже ввели в эксплуатацию новое здание. Это было последнее строение, завершающее весь комплекс центрального вокзала. На первом этаже находились кассы предварительной продажи билетов, а на втором этаже этого здания располагался ресторан.
В конце 1970 года циферблат вокзальных часов был заменён электронным табло.
В период между 2000 и 2003 годами Центральный вокзал претерпел очередную реконструкцию, проводившую компанией «Linstow Varner». В рамках осуществления реконструкции вокзала укрепили несущие конструкции здания, отремонтировали крышу, сменили двери, окна и витрины. Также были установлены лифты и эскалаторы. Одно из существенных нововведений — соединение двух залов: пригородного и дальнего следования. До этого сквозного перехода между этими залами не было. Также было построено два новых здания, в которых расположился торговый центр «Ориго».
Старая башня с часами была снесена, а вместо неё построили новую, высотой 43 метра (вместе с надписью RĪGA — 46 метров). Помимо часовой башни, она стала ещё и рестораном, который расположился вверху башни, откуда открывается вид как на саму привокзальную площадь, так и на Старый город. На башне восстановили первоначальный вид часов со стрелками вместо прежних цифровых. Торговый центр был открыт 8 мая 2003 года, башня с часами и рестораном в ней — 4 сентября того же года.
2 февраля 2005 года на вокзале произошло столкновение двух поездов. В результате аварии погибли 4 человека, 29 получили серьезные ранения.

## Пассажирское сообщение

### Поезда дальнего следования
| Номер поезда | Сообщение             | Частота, 1989         | Вагонов | Характеристика | Частота в 2024                                            | Вагонов |
| ------------ | --------------------- | --------------------- | ------- | --- | --------------------------------------------------------- | ------- |
| № 001/002    | Рига — Москва         | ежедневно             | 19      | «Латвия», фирменный скорый                                                                                          | отменён                                                   | 8-15    |
| № 003/004    | Рига — Москва         | ежедневно             | 19      | «Юрмала», фирменный скорый                                                                                          | отменён                                                   | 8-15    |
| № 027/028    | Рига — Москва         | ежедневно             | 22      | скорый | отменён                                                   |         |
| № 031/032    | Рига — Москва         | ежедневно             | 22      | скорый | отменён                                                   |         |
| № 031/032    | Рига — Киев           |                       |         | «Четыре столицы», фирменный скорый, прицепной плацкартный вагон Минск-Рига                                          | каждые 4 дня, эксплуатация приостоновлена                 | 10      |
| № 035/036    | Рига — Ленинград      | ежедневно             | 22      | скорый | ежедневно прицепные вагоны к поезду Рига—Москва, отменены | 4       |
| № 037/038    | Рига — Ленинград      | ежедневно             | 22      | скорый | отменён                                                   |         |
| № 039/040    | Рига — Ленинград      | ежедневно             | 22      | скорый, летом и в праздники                                                                                         | отменён                                                   |         |
| № 075/076    | Рига — Киев           | ежедневно             | 22      | скорый | отменён                                                   |         |
| № 121/122    | Рига — Одесса         | летом через день      | 22      | скорый | отменён                                                   |         |
| № 123/124    | Рига — Свердловск     | летом 4 раза в неделю | 22      | скорый | отменён                                                   |         |
| № 137/138    | Рига — Харьков/Адлер  | летом ежедневно       | 22      | «Прибалтика», фирменный скорый, прицепной вагон до Кисловодска                                                      | отменён                                                   |         |
| № 181/182    | Рига — Симферополь    | летом ежедневно       | 22      | скорый | отменён                                                   |         |
| № 185/186    | Рига — Москва         | ежедневно             | 22      | пассажирский | отменён                                                   |         |
| № 187/188    | Таллин — Рига — Минск | ежедневно             | 22      | «Чайка», фирменный скорый, прицепные вагоны Таллин-Брест, Таллин — Варшава (пн., чт.), Таллин — Симферополь (летом) | отменён                                                   |         |
| № 257/258    | Рига — Львов          | ежедневно             | 22      | пассажирский | отменён                                                   |         |
| № 259/260    | Рига — Симферополь    | летом через день      | 22      | пассажирский | отменён                                                   |         |
| № 269/270    | Рига — Воронеж        | ежедневно             | 22      | пассажирский | отменён                                                   |         |
| № 287/288    | Рига — Гомель         | через день            | 22      | пассажирский | отменён                                                   |         |
| № 351/352    | Рига — Новороссийск   | летом через день      | 22      | скорый | отменён                                                   |         |
| № 393/394    | Рига — Москва         | по указанию           | 22      | пассажирский | отменён                                                   |         |
| № 445/446    | Рига — Симферополь    | по указанию           | 22      | пассажирский | отменён                                                   |         |
| № 527/528    | Рига — Челябинск      | летом через день      | 22      | пассажирский | отменён                                                   |         |
| № 543/544    | Рига — Горький        | летом через день      | 22      | пассажирский | отменён                                                   |         |
| № 621/622    | Рига — Вильнюс        | ежедневно             | 22      | пассажирский, вагоны Рига—Берлин, Рига—Варшава, Рига—Кисловодск (по указанию)                                       | ежедневно                                                 |         |
| № 673/674    | Рига — Калининград    | ежедневно             | 22      | пассажирский | отменён                                                   |         |

## Вокзал сегодня
В настоящее время вокзал образует комплекс, включающий в себя несколько корпусов. По всему комплексу зданий расположены магазины, киоски и точки общепита.
Путевое развитие вокзала состоит из 12 путей и 5 перронов. Все пути электрифицированы. 10, 11 и 12 пути — тупиковые. 2 и 9 пути предназначены для грузового движения.
Пути и перроны расположены на насыпи. Для выхода на перроны из здания вокзала служат три туннеля. Также имеется туннель для выхода на платформы с улицы Дзирнаву.
В ноябре 2020 года начались работы к возведению новой станции как части европейской железнодорожной магистрали Rail Baltica. По состоянию на январь 2024 года несколько путей и 5-й перрон демонтированы. Ведётся строительство здания нового вокзала.

### Туннели
- A: Самый близкий туннель к вагонам поездов, кассы все 2. Из него можно попасть на все платформы, а также к центральному залу вокзала.
- В: Очень похож на туннель А, но в нём отсутствуют выходы на платформы, кроме 1 перрона, оборудован эксалатором. В средней части сообщается поперечным туннелем с туннелем А.
- C: Крайний западный туннель, из него можно попасть на все платформы. Удобный вход со стороны Центрального рынка, имеется табло расписания. Ныне закрыт из-за перестройки вокзала под нужды Rail Baltica.
- D: Крайний восточный туннель, расположен за пределами вокзала, выход на платформы — с ул. Дзирнаву. Касс и табло с расписанием нет. Время работы — с 9:00 до 20:30.

### Направления, перевозчики и расписание
| Перевозчик                  | Дистанция                            | Направления и расписание |
| --------------------------- | ------------------------------------ | ------------------------ |
| Латвийская железная дорога  | Поезда международного сообщения      | Vivi                     |
| Белорусская железная дорога | Поезда международного сообщения      | Яндекс                   |
| Украинская железная дорога  | Поезда международного сообщения      | Яндекс                   |
| Литовская железная дорога   | Поезда международного сообщения      | LTG Link                 |
| Латвийская железная дорога  | Региональное и пригородное сообщение | Vivi                     |

## Галерея

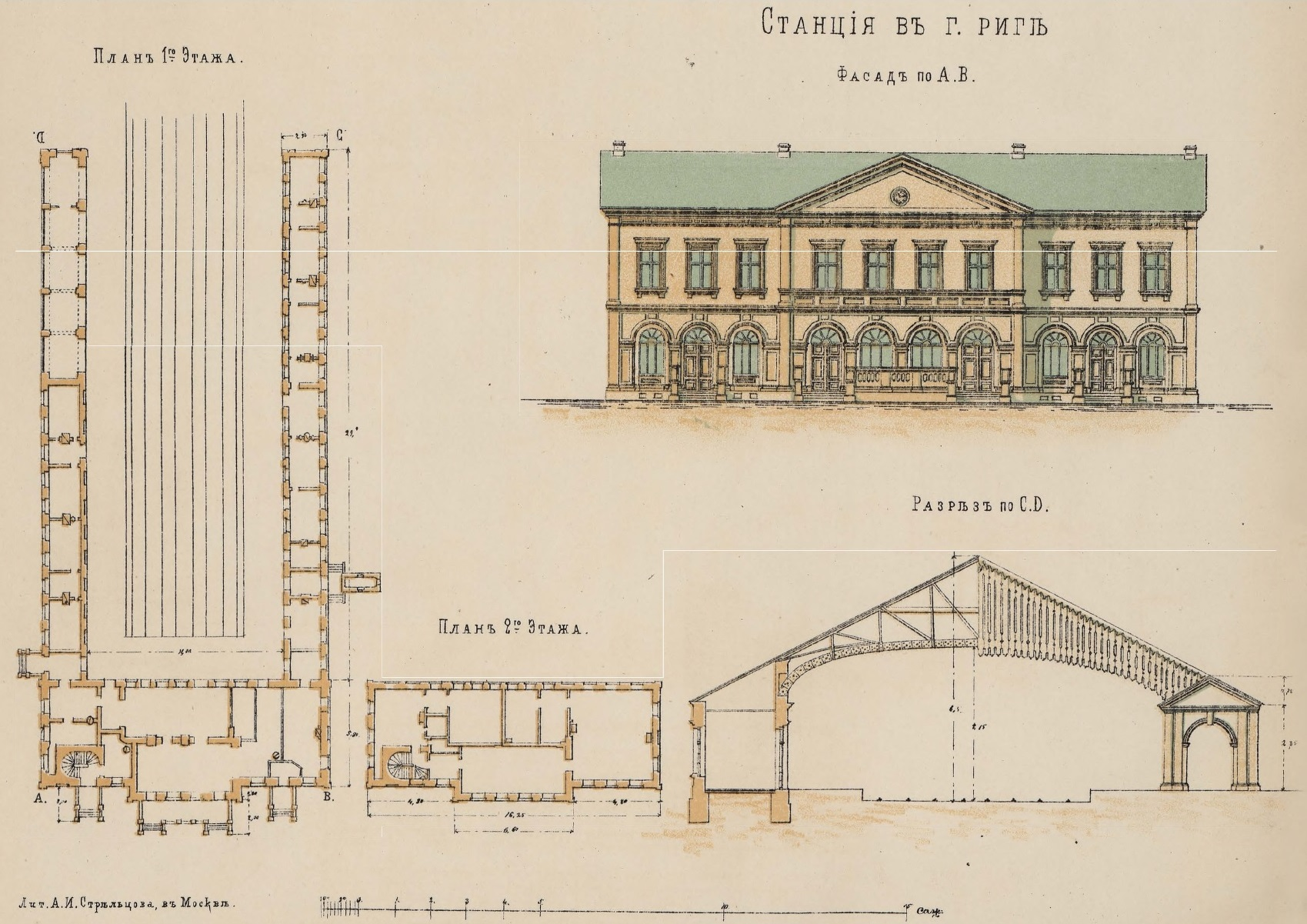
Чертёж первого вокзала
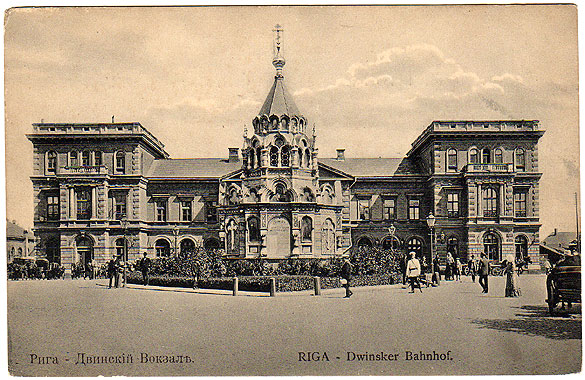
Перестроенное здание вокзала с часовней Александра Невского (после 1905)
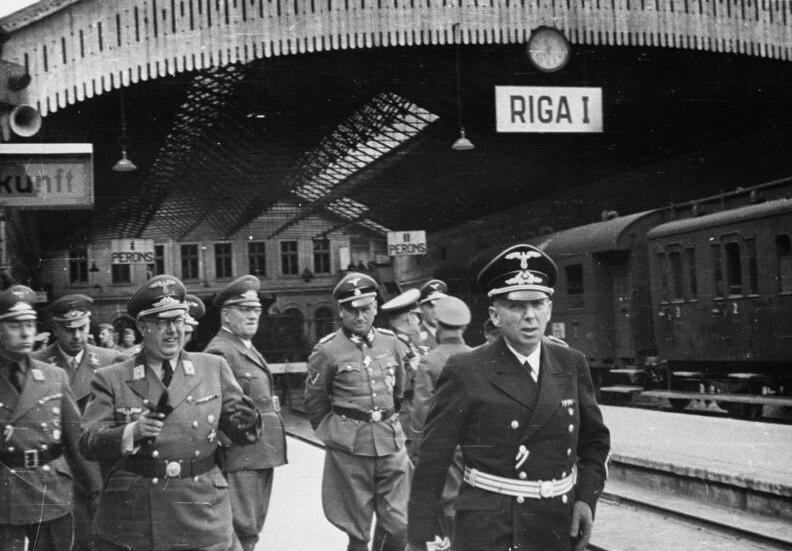
Вокзал во время нацистской оккупации (1944)
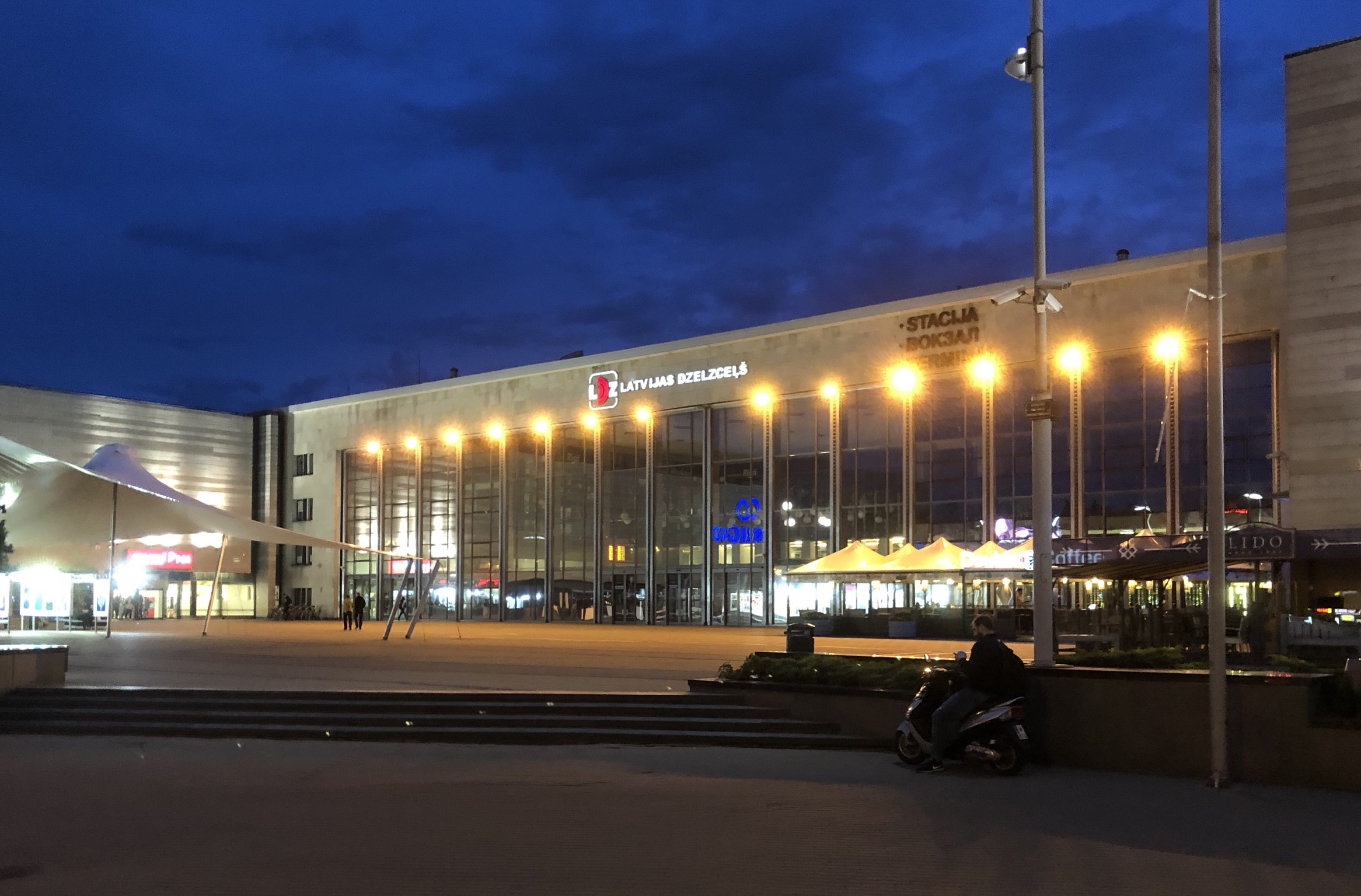
Здание пассажирского терминала ночью (2018)